# Sulmeisterhaus

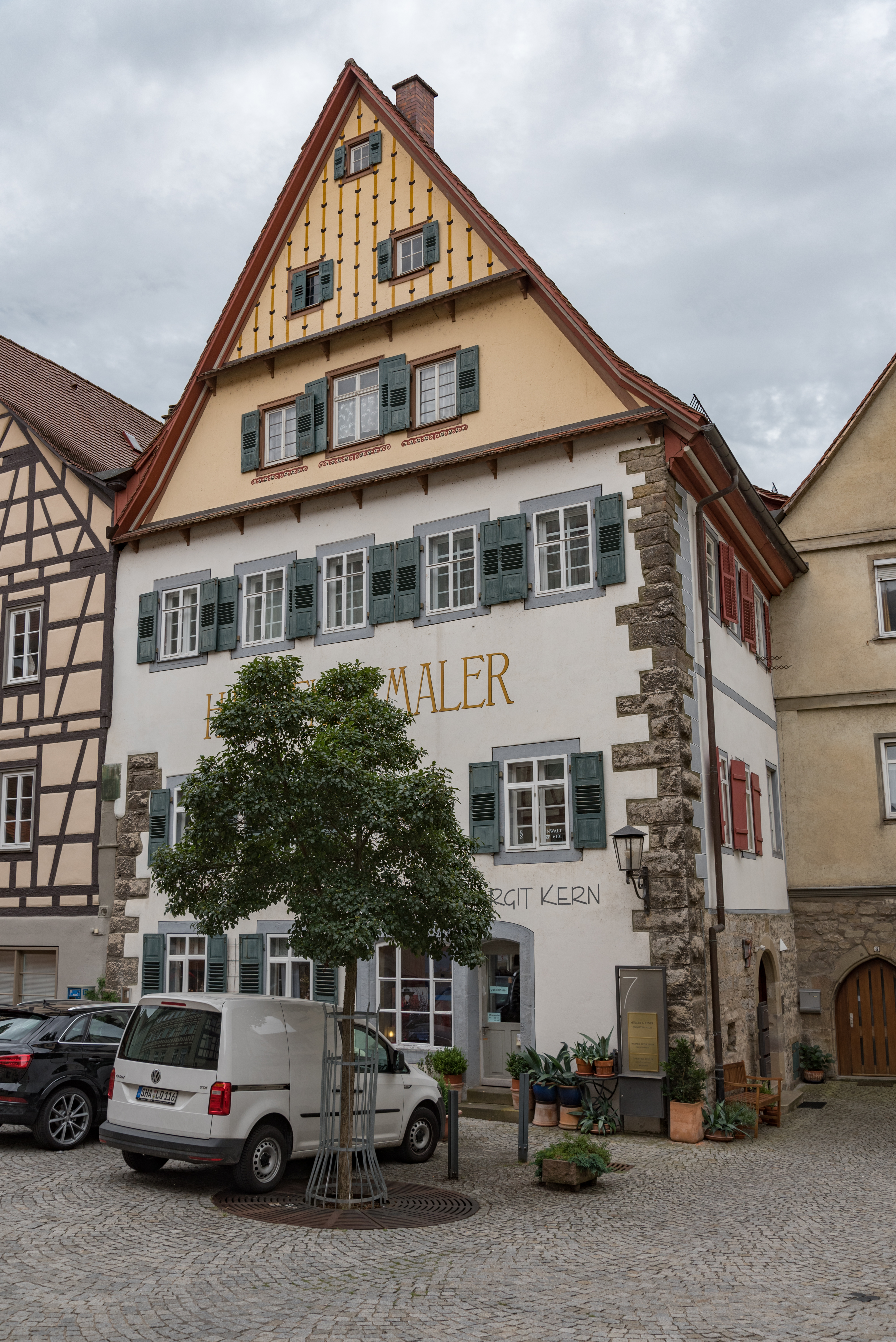
Sulmeisterburg Eingangsbereich

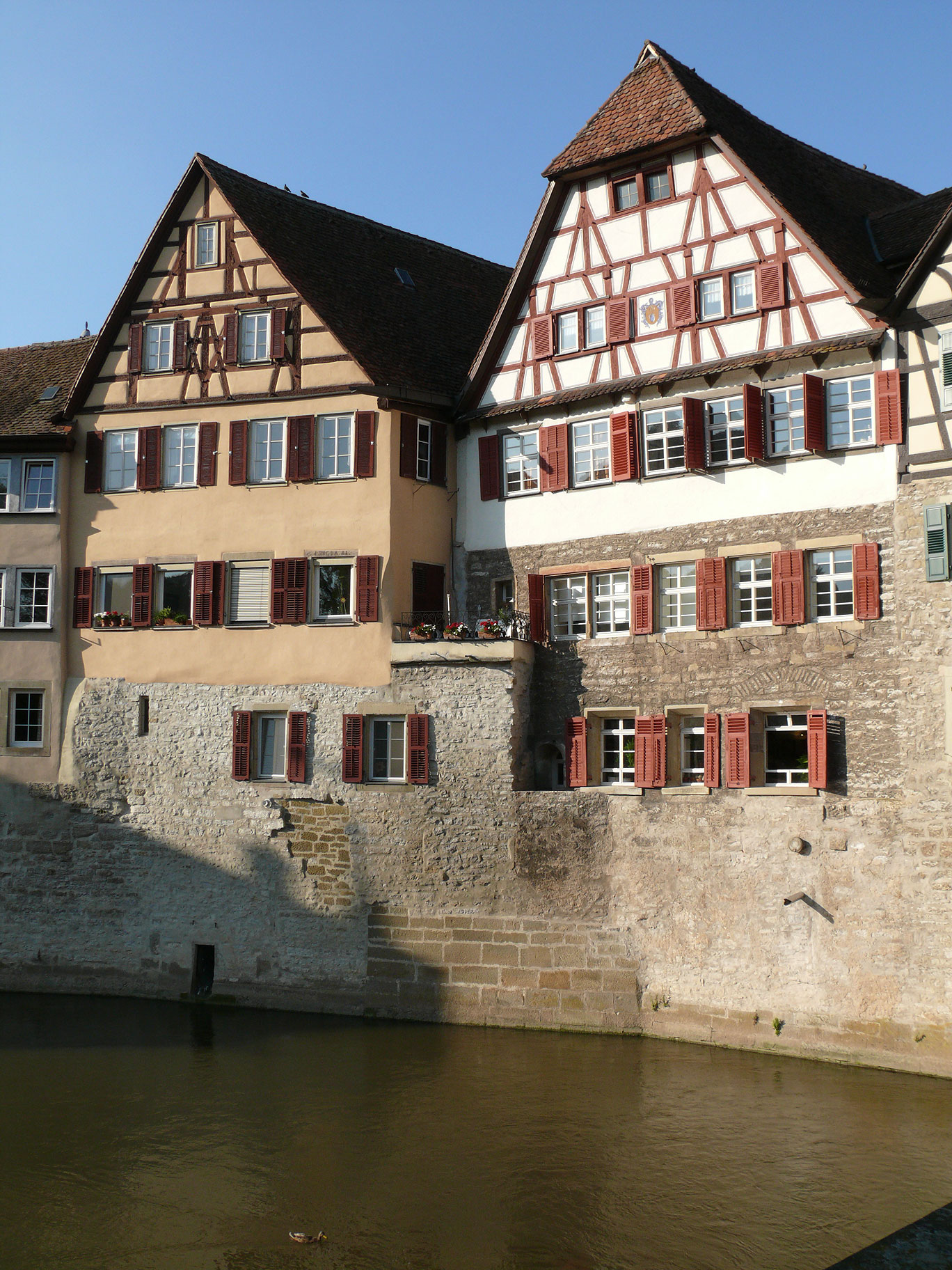
Südansicht des Sulmeisterhauses am Kocher (rechts).

Historische Südansicht des Sulmeisterhauses. Ausschnitt aus einem Aquarell von Johann Friedrich Reik (1878).

Das Sulmeisterhaus (auch Sulmeisterburg) in Schwäbisch Hall ist ein im Kern zwischen 1200 und 1250 errichtetes und im 15. Jahrhundert umgebautes romanisches Steinhaus mit Resten einer Hauskapelle. Das Gebäude mit der Adresse Steinerner Steg 7 steht unter Denkmalschutz.

## Beschreibung
Vom vor 1240 errichteten romanischen Ursprungsbau unmittelbar an der Stadtmauer oberhalb des Kochers hat sich im heutigen Erdgeschoss, vermutlich dem ursprünglichen ersten Obergeschoss, Mauerwerk mit Fensteröffnungen erhalten. Um 1240 wurden im heutigen Untergeschoss, vermutlich also dem ursprünglichen Erdgeschoss, bei der Anlage eines saalartigen Raums auf der Kocherseite frühgotische Zwillingsfenster eingebaut. An der Straßenfassade finden sich bis ins zweite Obergeschoss Buckelquader aus dieser Bauphase.
1452 setzte man auf das Gebäude einen neuen Dachstuhl mit einer Fachwerkfassade. Weitere Umbauten erfolgten um 1600 und 1912. Bei der Sanierung von 1912 wurden die gotischen Zwillingsfenster im Kellergeschoss ausgebaut, sie befinden sich heute ebenso wie eine romanische Säule mit Würfelkapitell im Hällisch-Fränkischen Museum.

## Geschichte
Aufgrund des Namens, des Alters und seines romanischen Baustils ist anzunehmen, dass das Gebäude den „Sieben Burgen“ von Hall zuzurechnen ist. Diese waren nach der Gründungslegende die ersten Bauwerke der mittelalterlichen Siedlung und bildeten die Amtssitze der adligen Vorsteher von Ort und Saline, samt deren Wohnungen.
Dies waren:
- die Salzgrafenburg, oder Burg Hall; Sitz des Salzgrafen, inzwischen Standort der Hauptkirche St. Michael.
- die Schultheißenburg; Sitz des Schultheißen
- die Münzmeisterburg; Sitz des Münzmeisters
- die Sulmeisterburg; Sitz des Sulmeisters, dem Aufseher über die Saline.
- die Feurerburg; Sitz des Feurers, dem Aufseher für das Feuerholz der Saline.
- die Keßlerburg; Sitz des Keßlers, dem Aufseher über die Schmiede und Pfannen.
- die Siedersburg; Sitz des Sieders, welcher den Siedknechten vorstand.

Diese Ämter gingen im Laufe der Zeit zu Erb, wurden also von der einen Generation auf die nächste weitervermacht. Aus den ursprünglichen Amtstiteln wurden Familiennamen der jeweiligen Amtsinhaber. Lediglich die früheren Salzgrafen nannten sich, davon abweichend, von Hall.
Das Sulmeisterhaus war also ursprünglich der Amtssitz des Sulmeisters nach welchem sich die Stadtadelsfamilie Sulmeister benannte und die dieses Amt lange Zeit innehatte. Laut Rudolph Friedrich von Moser’s Beschreibung des Oberamts Hall waren die Sulmeister eines der „Sieben-Burgen-Geschlechter“ von Hall das in Hall unter diesem Namen bis 1459 vorkommt und dessen Hauptlinie seit 1342 den Namen Senft führte.
Die Familie war begütert in Untermünkheim. Ein Sulmeister aus Hall erbaute dort die Suhlburg, nach der sich seine Nachfahren, die Senften, benannten.
Im Dorf Untermünkheim selbst besaßen sie auch das nach ihnen benannte Senftenschlössle. Im 15. Jahrhundert waren Sulmeister von Hall Miteigentümer der Ganerbschaft Künzelsau. Darüber hinaus waren die Senft auch die Ortsherren von Rieden, wo sie ebenfalls eine Burg besaßen. Einem weiteren Zweig der Senft von Sulburg gehörte das Rittergut Matzenbach samt dem dortigen Schloss.